# 굉관이상현상
굉관이상현상(宏観異常現象)은 대지진이 발생하기 전에 그 징조라고 주장하는 여러 이상현상을 일컬어 부르는 명칭이다. 대표적인 예시로 지진운과 같은 지진 날씨(Earthquake Weather)가 있다.
절대다수의 굉관이상현상이나 지진 날씨는 현대 지진학에서는 지진 발생과 연결되는 근거가 없는 인과관계의 오류로 여겨진다.

## 같이 보기
- 지진 예측
- 지진운